# Zoetwater in de Benelux
Zoetwater in de Benelux komt in vrijwel alle mogelijke vormen voor, behalve gletsjers en smeltwater. De grootste rivieren zijn de Rijn, Maas en Schelde. Het IJsselmeer is het grootste zoetwaterlichaam in de Benelux.

## Waterhuishouding
Bij het beheer van water is de centrale vraag in vooral Nederland altijd geweest: Hoe beschermen we ons tegen het water en hoe kunnen we meer land vrijmaken voor gebruik?
Belangrijk hierbij is het besef dat, vooral in Nederland, veel land onder het Normaal Amsterdams Peil (NAP) ligt. Het is daarom essentieel dat we altijd in staat zijn om het waterniveau binnen bepaalde grenzen te regelen. De bedding van veel rivieren ligt in hoge mate boven het niveau van het omringende land. Het probleem bij de rivieren is er een van de piekhoeveelheid; naarmate water sneller naar beneden stroomt, is de piek hoger. Het is dus belangrijk voor lager gelegen gebieden dat water niet te snel in de rivier komt.
Omdat de verwachting is dat de hoeveelheid water die uitstroomt kan toenemen, wordt mogelijke waterafvoer via het Volkerak bestudeerd. Door de afsluiting van de Oosterschelde is er een buffer die gebruikt kan worden wanneer een piekaanvoer van rivierwater samenvalt met een springtij op zee.

## Vervuiling
Bij gebruik van water verandert dat water. Als de negatieve effecten van dat gebruik niet ongedaan gemaakt worden, dan ontstaat vervuiling. Water wordt op verschillende wijzen vervuild. Wanneer vervuild water in zee stroomt, dan gaan de processen die de vervuiling veroorzaken daar verder. Dit leidt onder andere tot de zogenaamde zwarte plekken (dode plekken) op de Waddenzee.

### Biologische vervuiling
Biologische vervuiling ontstaat vooral wanneer organisch afval onafgebroken in het water terechtkomt. Het verrottingsproces onttrekt zuurstof aan het water wat tot hypoxie kan leiden. Vaak kan al dit afval niet verrotten en ontstaat er een laag slib die wanneer er zuurstof bij komt alsnog gaat rotten.
Dankzij de inzet van rioolwaterzuiveringsinstallaties en septic tanks wordt er minder rioolwater op het oppervlaktewater geloosd. Hierdoor kan in de Schelde en Westerschelde het opgestapelde organische slib verteren, waardoor de hoeveelheid nitraten die in de Noordzee komt, nog niet afneemt.
Anders is het met de biologische vervuiling uit de landbouw. De eutrofiëring van het Volkerak en Zoommeer is dusdanig dat extra instromend water en het herstel van enige getijdenwerking nodig is om soelaas te bieden voor de jaarlijkse algenbloei. Instroom van rivierwater is ook gewenst om de maximale uitstroom uit de rivieren te vergroten. Voor de afvoer van water uit het Volkerak en Zoommeer is de Bathse spuisluis in 1987 geopend.
Een van de problemen met een vervuild watermilieu is, dat het punt waarop waterplanten verdwijnen een andere is dan die waarop planten terugkomen; het water moet daarvoor veel schoner zijn.

### Chemische vervuiling
Van chemische vervuiling is sprake wanneer anorganische stoffen in het milieu geloosd worden. Voor veel chemische vervuiling geldt dat er afspraken zijn over de maximale belasting. Het is echter opvallend dat die hoeveelheid in elk seizoen net onder het maximum gemeten wordt waar het de Nederlandse wateren in komt.

### Thermische vervuiling
Water wordt vaak als koelwater gebruikt, water wordt verhit en geloosd op het oppervlaktewater. Naarmate water warmer wordt bevat het minder zuurstof.

## Drinkwater
Water is pas geschikt voor drinkwater, als het niet verontreinigd is. Water kan gezuiverd worden, maar hoe ernstiger water verontreinigd is, des te hoger de kosten. Oppervlaktewater wordt onder andere in de Biesbosch gewonnen; de toevoer van water naar het spaarbekken is afhankelijk van de vervuilingsgraad.

## Scheepvaart
Rivieren worden veelvuldig gebruikt voor de scheepvaart. Om dit mogelijk te maken, is een minimale diepgang van het water vereist; deze wordt door stuwen en sluizen gegarandeerd. De diepgang wordt middels de CEMT-klasses ingedeeld.
Schippers willen snel varen. Snel varen leidt echter tot een verhoogde golf die schadelijk is voor de waterkant. Om snel varen mogelijk te maken wordt de kade vaak met steen bedekt. Ook worden om een snelle doortocht mogelijk te maken kronkels uit de vaarroute gehaald.

## Visserij
Het belang van de commerciële visvangst in zoetwater is enorm afgenomen. In de rivieren bestaat die niet meer. Vele soorten vis waarop gevist werd zijn inmiddels uitgestorven of niet meer in commerciële hoeveelheden voorhanden.
Een van de redenen waarom de visvangst is afgenomen is omdat veel paaiplaatsen van vis verdwenen zijn of onbruikbaar geworden zijn door hindernissen als stuwen en dijken en de inpoldering van land dat regelmatig onder water loopt. Daarnaast is overbevissing een belangrijke factor zoals de grootschalige vangst van glasaal voor de Chinese keuken.
Met het schoner worden van de rivieren, is de kwaliteit van de vis nu zo dat riviervis, met uitzondering van de paling, voor consumptie geschikt is. Hierdoor komt er weer belangstelling vanuit de commerciële visserij om in de rivieren te vissen.

## Ecologische betekenis
De abiotische factor zoetwater is bepalend voor veel biotopen in de rol van oppervlaktewater, maar ook regenwater en grondwater. Waar de mens waterhuishoudelijke maatregelen neemt, veranderen de milieus:
- Er vindt verdroging plaats.
- Oevers worden met steen bekleed ten behoeve van een hogere vaarsnelheid.
- Oevers worden steiler.
- Zeearmen worden afgesloten waardoor vis niet meer de rivieren op kan zwemmen. Hierdoor zijn paaiplaatsen voor vele vissen onbereikbaar.
- Ten behoeve van de scheepvaart worden stuwen geplaatst, deze zijn vaak een onoverkomelijke hindernis voor vissen die stroomopwaarts willen. Ook kan het voorkomen dat rivierpanden enige tijd hun stromende karakter verliezen.
- Het waterpeil varieert op een onnatuurlijke wijze. Tijdens het voorjaar wordt het waterpeil verlaagd, terwijl vissen dan ondergelopen stukken land of oever op willen zoeken om te paaien.
- Getijdenbewegingen in zoetwater verdwijnen of verminderen.
- De geleidelijke overgang tussen zoet en zout water verdwijnt.

## Gerelateerde onderwerpen
- Droogte
- Lijst van zoetwatervissen in de Benelux
- Waterkwaliteit